# Преддвор
Преддвор (словен. Preddvor) — поселення в общині Преддвор, Горенський регіон, Словенія. Висота над рівнем моря: 494,4 м.